# 髙橋昴平
髙橋 昴平（たかはし こうへい、1996年4月12日 - ）は、ジャパンラグビーリーグワン東芝ブレイブルーパス東京に所属するラグビー選手。

## プロフィール
- 長崎県出身。
- ポジションはスクラムハーフ (SH)。
- 身長: 168 cm、体重: 81 kg
- ニックネームはこうへい。

## 略歴
5歳でラグビーを始めた。
2015年、長崎南山高校卒業後、専修大学に入学。
2018年、専修大学ラグビー部の主将に就任した。
2019年専修大学卒業後、東芝ブレイブルーパス (現・東芝ブレイブルーパス東京)に加入。
2021年2月20日にジャパンラグビートップリーグ第1節トヨタ自動車ヴェルブリッツ戦に途中出場で公式戦初出場を果たす。